# Cellophane Memories
Cellophane Memories (с англ. — «Воспоминания в целлофане») — третий совместный студийный альбом американской певицы Кристы Белл Цухт и режиссёра Дэвида Линча, изданный 2 августа 2024 на лейбле Sacred Bones Records. В альбоме также присутствует посмертный вклад композитора Анджело Бадаламенти, который использовал синтезатор в песнях «She Knew» и «So Much Love».
Это был последний альбом Линча, выпущенный перед его смертью в январе 2025 года, через пять месяцев после релиза.

## Релиз
Дэвид Линч впервые представил проект в загадочном видеообращении, опубликованном на сайте X 27 мая 2024 года. Официально альбом был анонсирован 5 июня, одновременно с выпуском песни «Sublime Eternal Love» и сопровождающего её клипа, снятого Линчем. «The Answers to the Questions» был выпущен 9 июля 2024 года, с анимационным клипом, снятым Линчем.

## Отзывы
| Совокупная оценка   | Совокупная оценка |
| Источник            | Оценка            |
| ------------------- | ----------------- |
| Metacritic          | 74/100            |
| Оценки критиков     |                   |
| Источник            | Оценка            |
| AllMusic            | [ 10 ]            |
| The Daily Telegraph | [ 11 ]            |
| The Independent     | [ 12 ]            |
| Paste               | 5.9/10            |
| Pitchfork           | 7.3/10            |
| The Skinny          | [ 14 ]            |
| Under the Radar     | 8.5/10            |

Альбом Cellophane Memories получил положительные отзывы критиков. В журнале The Skinny посчитали, что это возможно лучшая работа Линча как музыканта и отметили, что «Это, безусловно, самая откровенно линчевская работа, пропитанная призрачной, тревожной атмосферой. В более обычных песнях, таких как „You Know the Rest“, в ее голосе звучит дымчатый блюз, который сделал бы ее кандидатом на место в Roadhouse в „Твин Пиксе“, если бы она уже не вышла на след двойника Дейла Купера в роли специального агента Тэмми Престон. Как всегда, Линч создал странный мир, наполненный предчувствиями, который некоторым покажется недоступным. Однако для тех, кто готов задержаться в нем на некоторое время, здесь есть много удивительного».

## Список композиций
Слова и музыка всех песен — Дэвида Линча и Криста Белл Цухт, кроме указанных..
| №                   | Название                                                 | Длительность |
| ------------------- | -------------------------------------------------------- | ------------ |
| 1.                  | «She Knew» (Линч, Цухт, Анджело Бадаламенти)             | 3:12         |
| 2.                  | «The Sky Falls»                                          | 3:50         |
| 3.                  | «You Know the Rest»                                      | 3:16         |
| 4.                  | «So Much Love» (Линч, Цухт, Бадаламенти)                 | 3:51         |
| 5.                  | «Two Lovers Kiss»                                        | 3:19         |
| 6.                  | «The Answers to the Questions» (Линч, Цухт, Dean Hurley) | 5:50         |
| 7.                  | «With Small Animals»                                     | 3:19         |
| 8.                  | «Reflections in a Blade» (Линч, Цухт, Hurley)            | 4:02         |
| 9.                  | «Dance of Light»                                         | 4:08         |
| 10.                 | «Sublime Eternal Love»                                   | 2:46         |
| Общая длительность: | Общая длительность:                                      | 37:33        |

## Персоналии
- Chrystabell — вокал, микширование, инжиниринг
- Дэвид Линч — синтезатор, гитара, продюсирование, сведение, аранжировка
- Анджело Бадаламенти — синтезатор
- Дин Хёрли — бас, ударные
- Брайан Люси — мастеринг

## Чарты
| Чарт (2024)                                  | Высшая позиция |
| -------------------------------------------- | -------------- |
| Великобритания (UK Independent Albums Chart) | 11             |